# Asphodeloideae
Las asfodeloideas (nombre científico Asphodeloideae) forman una subfamilia de plantas monocotiledóneas nativa de regiones templadas a tropicales del Viejo Mundo, con la mayor diversidad en Sudáfrica, usualmente en hábitats áridos. Se distinguen de otros clados relacionadas por ser hierbas o árboles paquicaulos (esto es, con un tronco más ancho en su parte basal, la parte ancha funcionando en almacenamiento), con hojas usualmente suculentas, flores trímeras con un ovario súpero, y las semillas con arilo. El género más conspicuo de la familia es Aloe. Muchas especies de Aloe son usadas medicinalmente o en cosméticos. Por ejemplo, el "aloin" es derivado del Aloe vera y del Aloe ferox, y tiene importantes usos médicos, por ejemplo como laxantes y en tratamientos de quemaduras, como en productos para la piel, el cabello y la salud. Miembros de muchos géneros son usados como ornamentales, por ejemplo Aloe, Haworthia, Gasteria, Kniphofia, Asphodelus y Bulbine. La subfamilia fue reconocida por sistemas de clasificación modernos como el sistema de clasificación APG III (2009) y el APWeb (2001 en adelante), que la incluyen en la familia Xanthorrhoeaceae sensu lato junto con otras subfamilias relacionadas (ver Asparagales para una discusión de este último clado). La circunscripción de esta subfamilia fue cambiando con los análisis moleculares de ADN, agregando géneros y quitando otros, para que se mantenga monofilética.

## Descripción

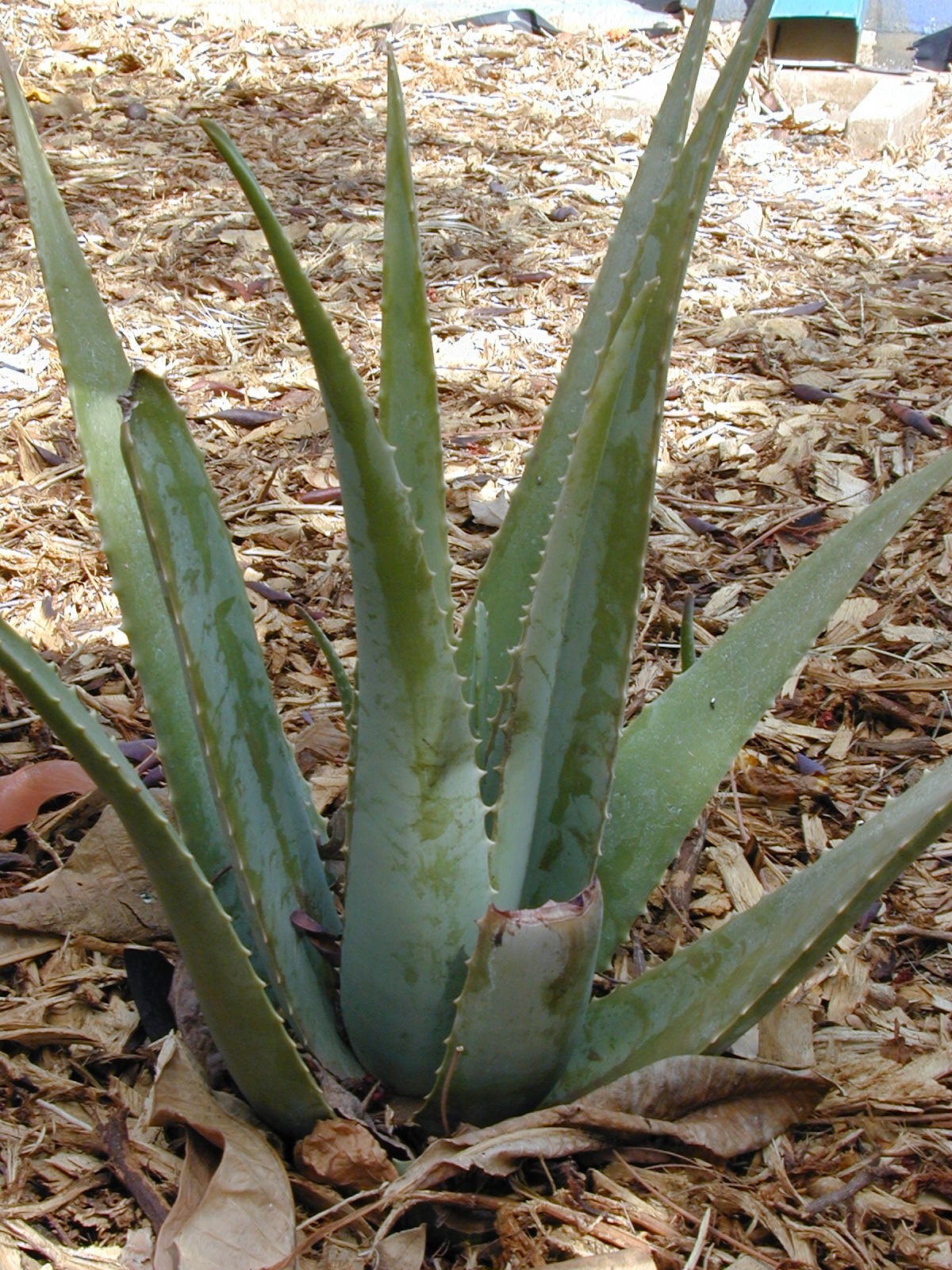
Hábito de Aloe vera.

Hierbas rizomatosas o raramente árboles paquicaulos. Tallos muchas veces con crecimiento secundario anómalo, como en Aloe. Las raíces son muchas veces suculentas, con un velamen en algunos taxones. Antraquinonas muchas veces presentes. Pelos simples. 
Hojas muchas veces suculentas, alternas, espirales o dísticas, en rosetas en la base o en el final de las ramas, simples, enteras a espinosas-serradas, con venación paralela, dorsiventrales a terete (circulares en el corte transversal), muchas veces en el corte transversal con haces vasculares en un arreglo de un anillo alrededor de un tejido parenquimático mucilaginoso, con la vaina con el haz interno con células parenquimatosas, éstas muchas veces modificadas, formando un capuchón de células "aloin" en el polo del floema de la mayoría de los haces vasculares, éstos conteniendo secreciones coloreadas y en general acumulando antraquinonas. Hojas no fibrosas, envainadoras en la base, sin estípulas.

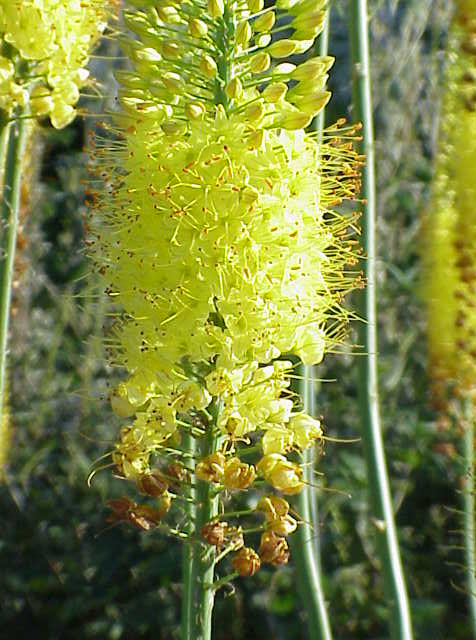
Inflorescencia de Eremurus stenophyllus.

Inflorescencias indeterminadas, terminales, pero a veces pareciendo laterales, racimos o panículas.
Flores usualmente bisexuales, radiales a bilaterales, muchas veces vistosas, pediceladas, bracteadas o no, hipóginas.
6 tépalos en dos verticilos de 3 piezas, todos los tépalos con la misma morfología, separados a fuertemente connados (el perianto entonces más o menos tubular), imbricados, petaloideos, no punteados.
6 estambres en dos verticilos de 3 piezas, filamentos separados. Anteras dorsifijas a basifijas, de dehiscencia longitudinal e introrsa.
Polen monosulcado.
3 carpelos, connados, 3 lóculos, ovario súpero, con placentación axilar, 1 estigma, más o menos diminuto a discoideo o ligeramente 3-lobado. Óvulos 2 a numerosos en cada lóculo, anátropos a casi ortótropos.
Nectarios en los septos de los ovarios.
El fruto es una cápsula loculicida o raramente una baya.
Las semillas con un arilo seco (ocasionalmente perdido) que se levanta como una invaginación anular en el polo distal del funículo, muchas veces aplanadas o aladas. La cubierta seminal con fitomelaninas (una costra negra) y las capas internas más o menos colapsadas.
Ver Smith y v. Wyk (1998) para un tratamiento reciente de la familia.

## Ecología
Es una subfamilia nativa de regiones templadas a tropicales del Viejo Mundo: África, el Mediterráneo hasta Asia central, y el género Bulbinella en Nueva Zelanda. La mayor diversidad ocurre en Sudáfrica, usualmente en hábitats áridos. Los dos géneros sudamericanos son Excremis y Pasithea.
Las coloridas flores de Asphodeloideae son polinizadas por varios tipos de insectos y pájaros.
Las semillas son principalmente dispersadas por el viento.

## Filogenia
La monofilia de Asphodeloideae está sostenida por secuencias rbcL (Chase et al. 1995a, de Bruijn et al. 1995, Smith y Van Wyk 1998, Chase et al. 2000), por las semillas ariladas, por los caracteres de la anatomía foliar, y posiblemente el número básico de cromosomas de 7. 
Hemerocallidoideae está cercana a Asphodeloideae y Xanthorrhoeoideae, y las 3 subfamilias tienen antraquinonas, estiloides, y semilla con cotiledón no fotosintético. Ver Kite et al. (2000) para la distribución de antraquinonas, McPherson et al. (2004) para los taxones que no tienen el intrón 3'-rps12. Dentro de este clado, ocurre crecimiento secundario (anómalo) en Aloe (algunas especies llegando a tamaños enormes), Phormium y Xanthorrhoea. Las 3 subfamilias son por algunos autores reunidas en un Xanthorrhoeaceae sensu lato (como en APG III y Stevens en el APWeb (2001 en adelante, aunque este último remarca que la microsporogénesis es variable en este grupo. En Fay et al. (2000) se encuentra fuerte apoyo para este clado. Sin embargo, las relaciones de parentesco dentro de él aún no están esclarecidas. En el análisis de 3 genes de Chase et al. (2000) hay un apoyo moderado para la relación (Xanthorrhoeoideae + Asphodeloideae). Esta relación es la presentada en el APWeb a enero del 2009, sin embargo el apoyo disminuye cuando se incluyen los taxones donde faltan algunas secuencias de genes, véase también Fay et al. 2000). Sin embargo, Devey et al. (2006) encuentran algún apoyo para reunir a Xanthorrhoeoideae con Hemerocallidoideae (véase también Pires et al. 2006), mientras que Chase et al. (2006) sugieren un clado formado por Asphodeloideae + Hemerocallidoideae (pero el muestreo es cuestionado en el APWeb). Con respecto a la morfología, tanto Hemerocallidoideae como Xanthorrhoeaoideae tienen ovarios que probablemente son secundariamente súperos, y tienen nectarios septales infraloculares (Rudall 2002, 2003). Rudall (2003) sugiere una relación morfológica cercana entre Hemerocallidoideae y Asphodeloideae, y otra entre Xanthorrhoeoideae e Iridaceae.
El valor de las antraquinonas como carácter taxonómico es apreciado ahora, ya que Asphodelaceae las posee pero anteriormente no había sido ubicada como cercana a las otras dos subfamilias de  Xanthorrhoeaceae sensu lato sino a Anthericaceae (con la cual ahora se sabe que está lejanamente relacionada). Fue debido a la presencia de antraquinonas que Asphodelaceae fue ubicada separada de Anthericaceae por Dahlgren et al. (1985), además de que Asphodelaceae tiene microsporogénesis simultánea mientras que Anthericaceae tiene microsporogénesis sucesiva. 
Asphodeloideae usualmente está dividida en dos tribus (Dahlgren et al. 1985): la parafilética "Asphodeloideae sensu stricto" (que contienen géneros como Bulbine, Kniphofia, y Asphodelus), y la especializada y claramente monofilética Alooideae (que contiene géneros como Aloe, Gasteria, y Haworthia). Las sinapomorfías de Alooideae incluyen las hojas distintivas con una zona gelatinosa central rodeada de haces vasculares asociados con células "aloin" (Smith y Van Wyk 1991, Judd 1997a).
Bulbine es hermana de Alooideae, como se indica por las secuencias de ADN, sus hojas gelatinosas, y su cariotipo dimórfico distintivo. 
Aloe no es monofilética, de ella se desprendieron Haworthia, Gasteria, y los demás géneros de la subfamilia Alooideae. 
Los miembros de esta familia anteriormente se incluían en un polifilético Liliaceae.
Tres géneros que habían sido ubicados en Asphodeloideae ahora están en Hemerocallidoideae (Simethis), Asparagoideae (Hemiphylacus) y Agavoideae (Paradisea, Anthericaceae s. str.) la evidencia es principalmente de los análisis moleculares de ADN (Chase et al. 2000).

## Taxonomía
La subfamilia fue reconocida por el APG III (2009) como miembro de Xanthorrhoeaceae sensu lato. La subfamilia ya había sido reconocida por el APG II (2003), dejando como opción dejarla en una familia separada o como subfamilia de Xanthorrhoeaceae sensu lato.
Según Judd et al. (2007) la subfamilia contiene 15 géneros y 750 especies. Los géneros más representados son Aloe (380 especies), Haworthia (70 especies), Kniphofia (70 especies), y Bulbine (60 especies).
De acuerdo al sitio web del APWeb, esta familia ahora incluye más de una docena de géneros, totalizando 800 especies. La lista de géneros, según el APWeb (visitado en enero del 2009):
- Aloë (incl. Busipho, Chamaloe, Kumara, Leptaloë, Pachidendron, Ptyas, Rhipidodendron)
- Aloidendron
- Asphodeline
- Asphodelus
- Astroloba
- Bulbine
- Bulbinella
- Chortolirion
- Eremurus
- Excremis (quizás no pertenezca aquí, Clifford et al. 1998a; Devey et al. 2006)
- Gasterhaworthia
- Gasteria
- Gonialoe
- Haworthia
- Jodrellia
- Kniphofia
- Kumara
- Lomatophyllum, sinónimo de Aloë
- Pasithea
- Poellnitzia, sinónimo de Astroloba
- Trachyandra

## Importancia económica
Muchas especies de Aloe son usadas medicinalmente o en cosméticos. Por ejemplo, el "aloin" es derivado del Aloe vera y el Aloe ferox, y tiene importantes usos médicos, por ejemplo como laxantes y en tratamientos de quemaduras, como en productos para la piel, el cabello y la salud.
Miembros de muchos géneros son usados como ornamentales, por ejemplo Aloe, Haworthia, Gasteria, Kniphofia, Asphodelus y Bulbine.